# Sakura Yosozumi
Sakura Yosozumi (japonês: 四十住 さくら,, Hepburn: Yosozumi Sakura, Wakayama, 15 de fevereiro de 2002) é uma skatista profissional japonesa.

## Carreira
Yosozumi começou a praticar skate aos onze anos de idade em 2013 com o incentivo do irmão mais velho. Ela se tornou a primeira skatista japonesa a conquistar a medalha de ouro no Campeonato Mundial de Skate ao terminar em primeiro lugar na edição de 2018 em Nanjing. Líder do ranking mundial, tornou-se apta a participar de Tóquio 2020, onde obteve o primeiro ouro do park em Jogos Olímpicos.